# St. James' Park

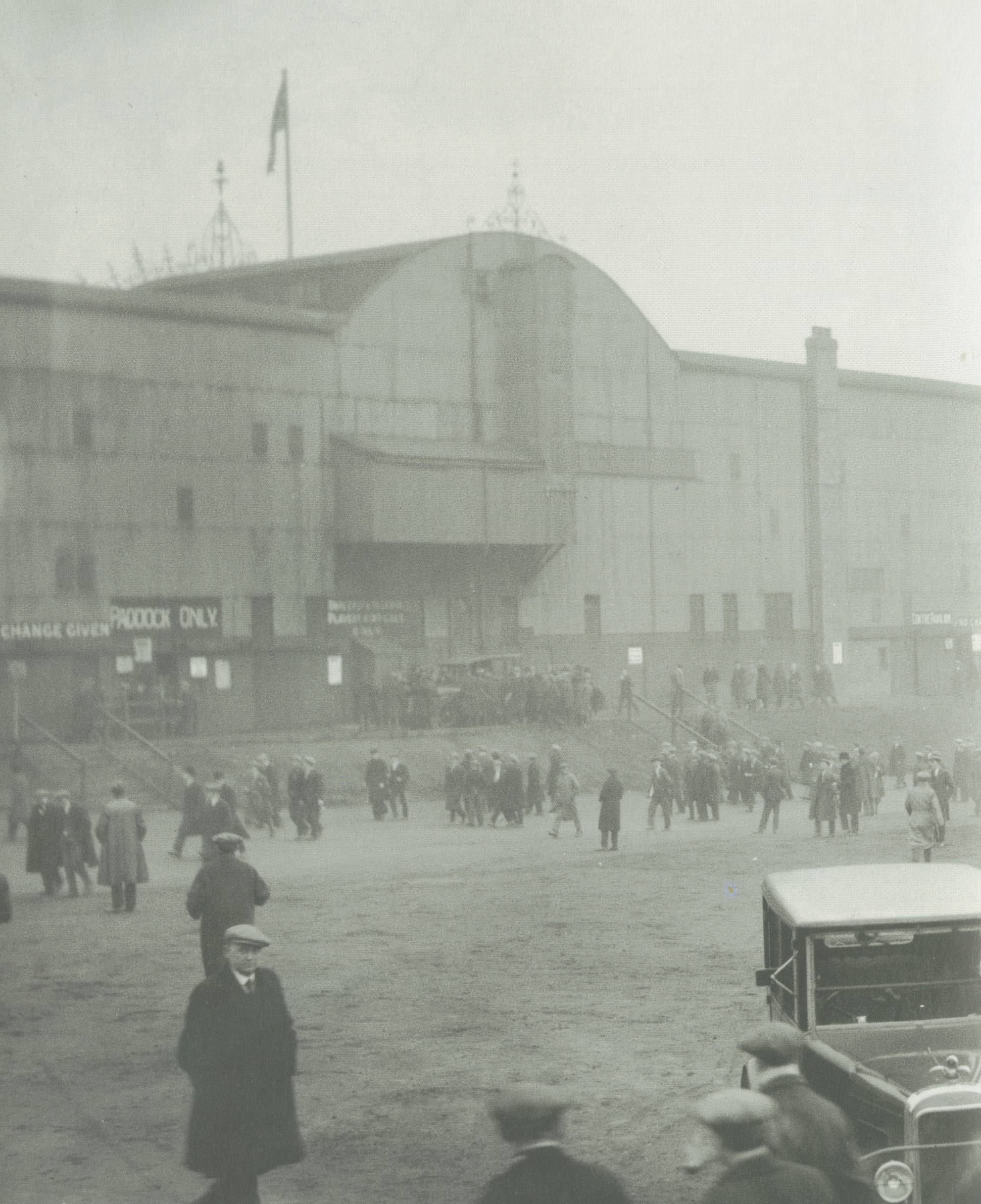
O St James' Park em 1930.

St. James' Park é um estádio de futebol localizado em Newcastle upon Tyne, no nordeste da Inglaterra. 
É a casa do Newcastle United, é o mais antigo e o maior estádio do nordeste da Inglaterra, além de ser o sexto maior estádio do Reino Unido, com a capacidade de 52.409 espectadores. Recebeu três partidas do Eurocopa 1996 e abrigou algumas partidas do torneio de futebol dos Jogos Olímpicos de Londres 2012.

## Jogos pela Eurocopa de 1996
- 10 de junho de 1996: Grupo  Romênia 0 - 1  França

- 13 de junho de 1996: Grupo  Bulgária 1 - 0  Romênia

- 18 de junho de 1996: Grupo  França 2 - 0  Bulgária